# Fred Sauer
Fred Sauer (14 de julio de 1886 - 17 de septiembre de 1952) fue un director, guionista y actor cinematográfico austriaco, activo principalmente en la época del cine mudo.

## Biografía
Nacido en Graz, Austria, en aquel momento parte del Imperio austrohúngaro, Fred Sauer inició su carrera artística en Austria, actuando en compañías teatrales itinerantes. Su debut en Alemania tuvo lugar con la obra Jugend (1909). Sus primeros trabajos en el cine fueron como guionista y actor en películas dirigidas por Joseph Delmont: Dichterlos (1912), Auf einsamer Insel (1913), Das Tagebuch eines Toten (1913) y Das Recht aufs Dasein (1913). La última actuación cinematográfica de Sauer tuvo lugar en 1920.
En 1915 se inició en la dirección, rodando Der Strumpf, ganándose en los siguientes años un gran prestigio como director de películas mudas. En total, hasta 1937 rodó un total de más de sesenta filmes. Entre sus películas se incluyen también dos comedias de la pareja de cómicos daneses formada por Carl Schenstrøm y Harald Madsen: Mädchenräuber (1936) y Blinde Passagiere (1936).  
Fred Sauer falleció en Berlín, Alemania, en 1952, a los sesenta y seis años de edad. 

## Filmografía

### Director
| - 1915: Der Mann mit der leuchtenden Stirn - 1915: Der Strumpf - 1916: Die Einsame - 1916: Der Mann im Eis - 1918: Der seltsame Gast - 1919: Die Gesunkenen - 1919: Die Nacht des Grauens - 1919: Im Dienste der Liebe - 1919: Not und Verbrechen - 1920: Der Tod im Nacken - 1920: Der Apachenlord - 1920: Der gelbe Diplomat - 1920: Das Gesetz der Wüste - 1920: Der Abenteurer von Paris - 1920: Das Grauen - 1920: Die 999. Nacht - 1920: Vergiftetes Blut - 1921: Die Schuldige - 1921: Aus den Tiefen der Großstadt - 1921: Vergiftetes Blut - 1921: Die Frau ohne Herz - 1921: Wer unter Euch ohne Sünde ist … - 1921: Monte Carlo - 1921: Das Komplott im Bankviertel - 1921: Die Schreckensmühle - 1921: Madame X und die „Schwarze Hand“ - 1922: Jugend - 1922: Die Silbermöve - 1922: Die Männer der Frau Clarissa - 1922: Die Schatten jener Nacht - 1923: Das Komödiantenkind - 1923: Time Is Money - 1924: Das kalte Herz - 1925: Schiff in Not | - 1925: Friesenblut - 1925: Aufstieg der kleinen Lilian - 1925: Die Millionenkompagnie - 1926: Wenn das Herz der Jugend spricht - 1926: Deutsche Herzen am deutschen Rhein - 1927: Das Erwachen des Weibes - 1927: Der Sieg der Jugend - 1927: Die Frau die nicht nein sagen kann - 1928: Er geht rechts – Sie geht links! - 1928: Ledige Mütter - 1928: In Werder blühen die Bäume - 1929: Lockendes Gift - 1929: Die Abenteurer G.m.b.H. - 1929: Möblierte Zimmer - 1929: Fräulein Fähnrich - 1930: Gefahren der Brautzeit - 1930: Stud. chem. Helene Willfüer - 1930: Wiener Herzen - 1930: Ein Walzer im Schlafcoupé - 1931: Die Fremde - 1931: Der Tanzhusar - 1932: Der Stolz der 3. Kompanie - 1933: Der Kampf um den Bär - 1933: Heimat am Rhein - 1934: Der Meisterboxer - 1934: Alte Kameraden - 1934: Der Herr Senator. Die fliegende Ahnfrau - 1934: Die beiden Seehunde - 1935: Alles weg’n dem Hund - 1936: Mädchenräuber - 1936: Blinde Passagiere - 1937: Gordian, der Tyrann - 1937: Der Lachdoktor |

### Guionista
| - 1913: Dichterlos - 1915: Der Strumpf - 1916: Die Einsame - 1916: Der Mann im Eis - 1916: Der Einsiedler von St. Georg - 1918: Der seltsame Gast - 1919: Die Nacht des Grauens - 1920: Die silberne Fessel - 1920: Vergiftetes Blut - 1920: Das Grauen - 1920: Der Abenteurer von Paris - 1921: Madame X und die „Schwarze Hand“ - 1921: Die Frau ohne Herz - 1921: Vergiftetes Blut - 1921: Die Hochbahnkatastrophe | - 1922: Jugend - 1923: Time Is Money - 1923: Das Komödiantenkind - 1924: Das kalte Herz - 1925: Tragödie - 1926: Die Frau in Gold - 1927: Das Erwachen des Weibes - 1928: Er geht rechts – Sie geht links! - 1928: Ledige Mütter - 1928: Drei Seelen und ein Gedanke - 1928: Die Hotelratte - 1929: Lockendes Gift - 1931: Der Tanzhusar - 1937: Der Lachdoktor |

### Actor
| - 1913: Dichterlos - 1913: Das Recht auf Dasein - 1913: Das Tagebuch eines Toten - 1913: Der geheimnisvolle Klub - 1913: Auf einsamer Insel - 1914: Pauline | - 1915: Der Mann mit der leuchtenden Stirn - 1916: Die nicht sterben sollen… - 1916: Die Einsame - 1916: Der Mann im Eis - 1920: Vergiftetes Blut - 1921: Die Hochbahnkatastrophe |